# Кабаново (Ярославская область)
Кабаново — деревня в Угличском районе Ярославской области России. 
В рамках организации местного самоуправления входит в Отрадновское сельское поселение, в рамках административно-территориального устройства относится к Ниноровскому сельскому округу.

## География
Расположена на левом берегу Волги в 15 км на северо-восток от центра поселения посёлка Отрадный и в 18 км на север от райцентра города Углича.

## История
В селе Кабанове в 1782 году была построена церковь, которая заключала в себе три престола: Введения во Храм Божьей Матери, Святителя и Чудотворца Николая и Кирилла Белозерского Чудотворца. 
В конце XIX — начале XX века село входило в состав Егорьевской волости Мышкинского уезда Ярославской губернии.
С 1929 года деревня входила в состав Егорьевского сельсовета Угличского района, с 1954 года — в составе Ниноровского сельсовета, с 2005 года — в составе Отрадновского сельского поселения.

## Население
| 1859 | 2002 | 2007 | 2010 |
| ---- | ---- | ---- | ---- |
| 100  | ↘9   | ↘5   | ↗11  |